# محمية خندق ماريانا الوطنية

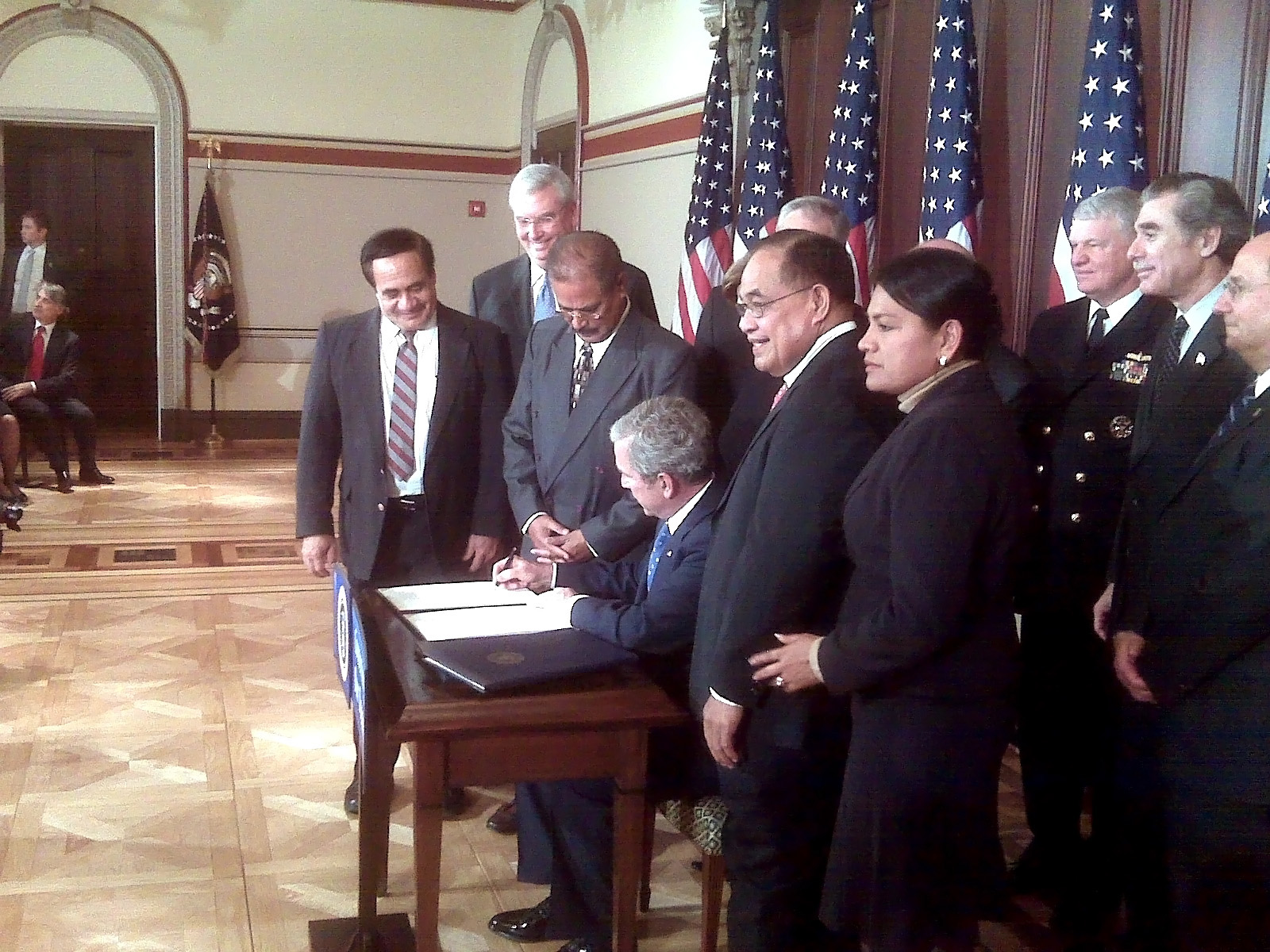
الرئيس الأمريكي جورج دبليو بوش يوقع أمر رئاسي لضم المحمية رسمياً إلى الولايات المتحدة الأمريكية بتاريخ 6 يناير 2009

محمية خندق ماريانا البحري الوطنية: محمية طبيعية تابعة الولايات المتحدة أنشأها الرئيس الأمريكي الأسبق جورج دبليو بوش خلال إعلان رئاسي في 6 يناير 2009. لا تتضمن المحمية أي مساحة الأراضي الجافة، ولكنها تحمي 95216 ميل مربع (60938240 فدان) من الأراضي المغمورة بالمياه في أماكن مختلفة في أرخبيل خندق ماريانا.
قامت الولايات المتحدة بموجب القانون الدولي والقانون الأمريكي بإنشاء هذه المحمية التذكارية الوطنية البحرية و ضمها إلى الولايات المتحدة رسمياً، لأن الولايات المتحدة تسيطر على جزر ماريانا الشمالية وغوام التي تمثل حدود (الجزيرة) و المناطق المحمية المحيطية بخندق ماريانا.

## التضاريس
محمية خندق ماريانا الوطنية البحرية تتكون من 95216 ميل مربع (60938240 فدان). تتكون من الأراضي المغمورة والمياه من أرخبيل ماريانا. و تشمل ثلاث وحدات:

### وحدة الجزر
وحدة جزر والموائل المرجانية الفريدة تعتمد على أسس صخرة البازلت، على عكس الجزر الأخرى في المحيط الهادئ. هذه الشعاب و المياه المرجانية هي من بين الأكثر تنوعا بيولوجيا في غرب المحيط الهادئ و تشمل أكبر تنوع للحياة المائية و الجبال البحرية. كما أنها تحتوي على واحدة من المجموعات الأكثر تنوعا من الشعاب المرجانية الحجرية في غرب المحيط الهادئ، بما في ذلك أكثر من 300 نوع، أكثر من أي منطقة أخرى تابعة للولايات المتحدة الأمريكية.

### وحدة البراكين
تسمى كالديرا و هي واحدة من الأماكن القليلة المعروفة في العالم حيث المجتمعات الحية الضوئية والمخلوقات الكيميائية البسيطة للحياة تتعايش. كالديرا هي نحو 1.5 كيلومتر واسعة و عميقة 820 قدم، و عمق غير عادي للبحيرات. قبة الحمم في وسط الحفرة ترتفع إلى 65 قدما داخل السطح.

### وحدة الخندق العميق
هو أعمق نقطة في محيطات الأرض و أعمق من ارتفاع جبل ايفرست فوق مستوى سطح البحر. و هو خمس مرات أطول من جراند كانيون و تضم عددا من 78956 ميل مربع (204500 km2) من التضاريس تحت الماء و هي غير مستكشفة.